# Claude Amazan
Claude Amazan est un acteur français né le 18 juin 1959.
Il est par la suite devenu médecin.

## Filmographie
- 1970 : Le Petit bougnat
- 1973 : Joseph Balsamo (Cagliostro)